# BNP Paribas Open 2016
BNP Paribas Open 2016, známý také jako Indian Wells Masters 2016, byl společný tenisový turnaj mužského okruhu ATP World Tour a ženského okruhu WTA Tour, hraný v areálu Indian Wells Tennis Garden na otevřených dvorcích s tvrdým povrchem Plexipave. Konal se mezi 9. až 20. březnem 2016 v kalifornském Indian Wells jako 41. ročník mužského a 28. ročník ženského turnaje.
Mužská polovina se po grandslamu řadila do druhé nejvyšší kategorie okruhu ATP World Tour Masters 1000 a její dotace činila 7 037 595 amerických dolarů. Ženská část disponovala rozpočtem 6 844 139 dolarů a byla také součástí druhé nejvyšší úrovně okruhu WTA Premier Mandatory. Kalifornská událost představovala v těchto kategoriích úvodní turnaj sezóny.
Serena Williamsová startovala po přerušení dlouholetého bojkotu turnaje podruhé od sezóny 2001. V ročníku 2016 se poprvé vrátila také její starší sestra Venus Williamsová, která nehrála ze stejného důvodu. Nejvýše nasazenými v singlových soutěžích se stali světové jedničky Novak Djoković ze Srbska a Serena Williamsová ze Spojených států. Jako poslední přímí účastníci do dvouher nastoupili 98. belgický hráč pořadí Thiemo de Bakker a 78. žena klasifikace Cvetana Pironkovová z Bulharska.
Maria Šarapovová před zahájením turnaje, z něhož se odhlásila pro poranění předloktí, v Los Angeles oznámila, že během Australian Open 2016 měla pozitivní dopingový nález na kardiakum meldonium. Mezinárodní tenisová federace ji prozatímně zakázala účastnit se turnajů, s platností od 12. března 2016.
Mužského singla potřetí v řadě ovládl Novak Djokovi a stal se prvním hráčem, jenž na Indian Wells Masters zvítězil popáté. Organizátoři na tento výkon zareagovali okamžitým přejmenováním centrálního dvorce po jeho osobě. V sérii ATP Masters 1000 vyrovnal rekordní počet 27 trofejí Rafaela Nadala. Výhru z ženské dvouhry si podruhé odvezla Běloruska Viktoria Azarenková, jež se tak poprvé od srpna 2014 vrátila do elitní světové desítky, když se v následném vydání žebříčku WTA posunula z 15. na 8. příčku. Mužskou čtyřhru vyhrál francouzský pár Pierre-Hugues Herbert a Nicolas Mahut. Svou první společnou trofej pak v ženské čtyřhře získaly domácí hráčky Bethanie Matteková-Sandsová a Coco Vandewegheová. První z dvojice se vrátila své žebříčkové maximum, třetí pozici světové deblové klasifikace.
Den po skončení odstoupil Raymond Moore z pozice ředitele turnaje v důsledku svých výroků na adresu ženského tenisu. Ty vzbudily ostré negativní reakce. Podle jeho názoru tenistky jen těžily z atraktivnějšího mužského tenisu a mohly být rády, že pobíraly stejné odměny. Jeho slova zkritizovaly Serena Williamsová, Billie Jean Kingová, Chris Evertová nebo Martina Navrátilová.

## Rozdělení bodů a finančních odměn

### Rozdělení bodů
| Soutěž       | vítězové | finalisté | semifinalisté | čtvrtfinalisté | 16 v kole | 32 v kole | 64 v kole | 96 v kole | Q  | Q2 | Q1 |
| ------------ | -------- | --------- | ------------- | -------------- | --------- | --------- | --------- | --------- | -- | -- | -- |
| dvouhra mužů | 1000     | 600       | 360           | 180            | 90        | 45        | 25*       | 10        | 16 | 8  | 0  |
| čtyřhra mužů | 1000     | 600       | 360           | 180            | 90        | 0         | —         | —         | —  | —  | —  |
| dvouhra žen  | 1000     | 650       | 390           | 215            | 120       | 65        | 35*       | 10        | 30 | 20 | 2  |
| čtyřhra žen  | 1000     | 650       | 390           | 215            | 120       | 10        | —         | —         | —  | —  | —  |

### Finanční odměny
| Soutěž                                | vítězové   | finalisté | semifinalisté | čtvrtfinalisté | 16 v kole | 32 v kole | 64 v kole | 96 v kole | Q2     | Q1     |
| ------------------------------------- | ---------- | --------- | ------------- | -------------- | --------- | --------- | --------- | --------- | ------ | ------ |
| dvouhra mužů                          | $1 028 300 | $501 815  | $251 500      | $128 215       | $67 590   | $36 170   | $19 530   | $11 970   | $3 565 | $1 825 |
| dvouhra žen                           | $1 028 300 | $501 815  | $251 500      | $128 215       | $67 590   | $36 170   | $19 530   | $11 970   | $3 565 | $1 825 |
| čtyřhra mužů                          | $336 920   | $164 420  | $82 410       | $42 000        | $22 140   | $11 860   | —         | —         | —      | —      |
| čtyřhra žen                           | $336 920   | $164 420  | $82 410       | $42 000        | $22 140   | $11 860   | —         | —         | —      | —      |
| částky ve čtyřhře jsou uvedeny na pár |            |           |               |                |           |           |           |           |        |        |

## Dvouhra mužů

### Nasazení
| Nasazení                      | Stát               | Hráč                  | ATP |
| ----------------------------- | ------------------ | --------------------- | --- |
| 1.                            | Srbsko             | Novak Djoković        | 1.  |
| 2.                            | Spojené království | Andy Murray           | 2.  |
| 3.                            | Švýcarsko          | Stan Wawrinka         | 4.  |
| 4.                            | Španělsko          | Rafael Nadal          | 5.  |
| 5.                            | Japonsko           | Kei Nišikori          | 6.  |
| 6.                            | Česko              | Tomáš Berdych         | 7.  |
| 7.                            | Francie            | Jo-Wilfried Tsonga    | 9.  |
| 8.                            | Francie            | Richard Gasquet       | 10. |
| 9.                            | USA                | John Isner            | 11. |
| 10.                           | Chorvatsko         | Marin Čilić           | 12. |
| 11.                           | Rakousko           | Dominic Thiem         | 13. |
| 12.                           | Kanada             | Milos Raonic          | 14. |
| 13.                           | Francie            | Gaël Monfils          | 16. |
| 14.                           | Španělsko          | Roberto Bautista Agut | 17. |
| 15.                           | Belgie             | David Goffin          | 18. |
| 16.                           | Francie            | Gilles Simon          | 19. |
| 17.                           | Austrálie          | Bernard Tomic         | 20. |
| 18.                           | Španělsko          | Feliciano López       | 21. |
| 19.                           | Francie            | Benoît Paire          | 22. |
| 20.                           | Srbsko             | Viktor Troicki        | 23. |
| 21.                           | USA                | Jack Sock             | 24. |
| 22.                           | Uruguay            | Pablo Cuevas          | 25. |
| 23.                           | Bulharsko          | Grigor Dimitrov       | 26. |
| 24.                           | Austrálie          | Nick Kyrgios          | 27. |
| 25.                           | Slovensko          | Martin Kližan         | 28. |
| 26.                           | Ukrajina           | Alexandr Dolgopolov   | 29. |
| 27.                           | Německo            | Philipp Kohlschreiber | 30. |
| 28.                           | Francie            | Jérémy Chardy         | 32. |
| 29.                           | Brazílie           | Thomaz Bellucci       | 33. |
| 30.                           | USA                | Steve Johnson         | 35. |
| 31.                           | USA                | Sam Querrey           | 36. |
| 32.                           | Portugalsko        | João Sousa            | 37. |
| Žebříček ATP k 7. březnu 2016 |                    |                       |     |

### Jiné formy účasti
Následující hráči obdrželi divokou kartu do hlavní soutěže:
- Juan Martín del Potro
- Jared Donaldson
- Taylor Fritz
- Mackenzie McDonald
- Frances Tiafoe

Následující hráči postoupili z kvalifikace:
- Michael Berrer
- Bjorn Fratangelo
- Ryan Harrison
- Pierre-Hugues Herbert
- Jozef Kovalík
- Vincent Millot
- Renzo Olivo
- Peter Polansky
- Noah Rubin
- Alexander Sarkissian
- Tim Smyczek
- Marco Trungelliti

### Odhlášení
před zahájením turnaje
- Kevin Anderson → nahradil jej Rajeev Ram
- Pablo Andújar → nahradil jej Michail Kukuškin
- Marcos Baghdatis → nahradil jej Jevgenij Donskoj
- Simone Bolelli → nahradil jej Ričardas Berankis
- Roger Federer → nahradil jej Alexander Zverev
- David Ferrer → nahradil jej Marco Cecchinato
- Fabio Fognini → nahradil jej Michail Južnyj
- Andreas Haider-Maurer → nahradil jej Ernests Gulbis
- Jerzy Janowicz → nahradil jej Diego Schwartzman
- Ivo Karlović → nahradil jej Lucas Pouille
- Paolo Lorenzi → nahradil jej Damir Džumhur
- Tommy Robredo → nahradil jej Kyle Edmund
- Serhij Stachovskyj → nahradil jej Thiemo de Bakker
- Janko Tipsarević → nahradil jej Marcel Granollers

v průběhu turnaje
- Michail Južnyj

### Skrečování
- Martin Kližan
- Bernard Tomic

## Mužská čtyřhra

### Nasazení
| Stát                                                                                   | Hráč                   | Stát     | Hráč           | ATP | Nasazení |
| -------------------------------------------------------------------------------------- | ---------------------- | -------- | -------------- | --- | -------- |
| Nizozemsko                                                                             | Jean-Julien Rojer      | Rumunsko | Horia Tecău    | 7.  | 1.       |
| Chorvatsko                                                                             | Ivan Dodig             | Brazílie | Marcelo Melo   | 8.  | 2.       |
| USA                                                                                    | Bob Bryan              | USA      | Mike Bryan     | 11. | 3.       |
| Spojené království                                                                     | Jamie Murray           | Brazílie | Bruno Soares   | 12. | 4.       |
| Indie                                                                                  | Rohan Bopanna          | Rumunsko | Florin Mergea  | 20. | 5.       |
| Kanada                                                                                 | Vasek Pospisil         | USA      | Jack Sock      | 30. | 6.       |
| Francie                                                                                | Pierre-Hugues Herbert  | Francie  | Nicolas Mahut  | 31. | 7.       |
| Francie                                                                                | Édouard Roger-Vasselin | Srbsko   | Nenad Zimonjić | 36. | 8.       |
| Žebříček ATP k 7. březnu 2016; číslo je součtem žebříčkového postavení obou členů páru |                        |          |                |     |          |

### Jiné formy účasti
Následující páry obdržely divokou kartu do hlavní soutěže:
- Mahesh Bhupathi /  Stan Wawrinka
- Nick Kyrgios /  Alexander Zverev

Následující páry nastoupily z pozice náhradníka:
- Jérémy Chardy /  Fabrice Martin
- Marek Michalička /  Ivo Minář

### Odhlášení
před zahájením turnaje
- Mahesh Bhupathi (zranění nohy)
- Nick Kyrgios (onemocnění)

### Skrečování
- Robert Farah (poranění krku)

## Ženská dvouhra

### Nasazení
| Nasazení                      | Stát               | Hráčka                     | WTA  |
| ----------------------------- | ------------------ | -------------------------- | ---- |
| 1.                            | USA                | Serena Williamsová         | 1.   |
| 2.                            | Německo            | Angelique Kerberová        | 2.   |
| 3.                            | Polsko             | Agnieszka Radwańská        | 3.   |
| 4.                            | Španělsko          | Garbiñe Muguruzaová        | 4.   |
| 5.                            | Rumunsko           | Simona Halepová            | 5.   |
| 6.                            | Španělsko          | Carla Suárezová Navarrová  | 6.   |
| 7.                            | Švýcarsko          | Belinda Bencicová          | 8.   |
| 8.                            | Česko              | Petra Kvitová              | 9.   |
| 9.                            | Itálie             | Roberta Vinciová           | 10.  |
| 10.                           | USA                | Venus Williamsová          | 12.  |
| 11.                           | Česko              | Lucie Šafářová             | 13.. |
| 12.                           | Švýcarsko          | Timea Bacsinszká           | 21.  |
| 13.                           | Bělorusko          | Viktoria Azarenková        | 15.  |
| 14.                           | Srbsko             | Ana Ivanovićová            | 18.  |
| 15.                           | Itálie             | Sara Erraniová             | 16.  |
| 16.                           | Rusko              | Světlana Kuzněcovová       | 17.  |
| 17.                           | Ukrajina           | Elina Svitolinová          | 14.  |
| 18.                           | Česko              | Karolína Plíšková          | 19.  |
| 19.                           | Srbsko             | Jelena Jankovićová         | 20.  |
| 20.                           | Dánsko             | Caroline Wozniacká         | 25.  |
| 21.                           | USA                | Sloane Stephensová         | 22.  |
| 22.                           | Německo            | Andrea Petkovicová         | 23.  |
| 23.                           | USA                | Madison Keysová            | 24.  |
| 24.                           | Rusko              | Anastasija Pavljučenkovová | 27.  |
| 25.                           | Spojené království | Johanna Kontaová           | 26.  |
| 26.                           | Austrálie          | Samantha Stosurová         | 28.  |
| 27.                           | Francie            | Kristina Mladenovicová     | 29.  |
| 28.                           | Slovensko          | Anna Karolína Schmiedlová  | 30.  |
| 29.                           | Německo            | Sabine Lisická             | 31.  |
| 30.                           | Rusko              | Jekatěrina Makarovová      | 32.  |
| 31.                           | Austrálie          | Darja Gavrilovová          | 33.  |
| 32.                           | Rumunsko           | Monica Niculescuová        | 34.  |
| Žebříček WTA k 29. únoru 2016 |                    |                            |      |

### Jiné formy účasti
Následující hráčky obdržely divokou kartu do hlavní soutěže:
- Samantha Crawfordová
- Lauren Davisová
- Daniela Hantuchová
- Jamie Loebová
- Alison Riskeová
- Shelby Rogersová
- Heather Watsonová
- Čang Šuaj

Následující hráčky postoupily z kvalifikace:
1. Nicole Gibbsová
2. Pauline Parmentierová
3. Kateryna Bondarenková
4. Kristýna Plíšková
5. Aljaksandra Sasnovičová
6. Kiki Bertensová
7. Laura Siegemundová
8. Kurumi Naraová
9. Kateřina Siniaková
10. Risa Ozakiová
11. Taylor Townsendová
12. Donna Vekićová

Následující hráčka postoupila z šťastná poražená:
- Anna-Lena Friedsamová

#### Odhlášení
před zahájením turnaje
- Maria Šarapovová (poranění předloktí) → nahradila ji Julia Putincevová
- Karin Knappová → nahradila ji Vania Kingová
- Ajla Tomljanovićová → nahradila ji Irina Falconiová
- Mona Barthelová → nahradila ji Magdaléna Rybáriková
- Alizé Cornetová → nahradila ji Mariana Duqueová Mariñová
- Varvara Lepčenková → nahradila ji Cvetana Pironkovová

### Skrečování
- Pauline Parmentierová
- Barbora Strýcová
- Roberta Vinciová

## Ženská čtyřhra

### Nasazení
| Stát                                                                                    | Hráčka                | Stát             | Hráčka                    | WTA | Nasazení |
| --------------------------------------------------------------------------------------- | --------------------- | ---------------- | ------------------------- | --- | -------- |
| Švýcarsko                                                                               | Martina Hingisová     | Indie            | Sania Mirzaová            | 2.  | 1.       |
| Čínská Tchaj-pej                                                                        | Čan Chao-čching       | Čínská Tchaj-pej | Čan Jung-žan              | 11  | 2        |
| Maďarsko                                                                                | Tímea Babosová        | Kazachstán       | Jaroslava Švedovová       | 17  | 3        |
| Česko                                                                                   | Andrea Hlaváčková     | Česko            | Lucie Hradecká            | 22  | 4        |
| Rusko                                                                                   | Jekatěrina Makarovová | Česko            | Lucie Šafářová            | 25  | 5        |
| Francie                                                                                 | Caroline Garciaová    | Francie          | Kristina Mladenovicová    | 26  | 6        |
| Španělsko                                                                               | Garbiñe Muguruzaová   | Španělsko        | Carla Suárezová Navarrová | 31  | 7        |
| USA                                                                                     | Raquel Atawová        | USA              | Abigail Spearsová         | 39  |          |
| Žebříček WTA k 29. únoru 2016; číslo je součtem žebříčkového postavení obou členek páru |                       |                  |                           |     |          |

### Jiné formy účasti
Následující páry obdržely divokou kartu do hlavní soutěže:
- Ana Ivanovićová /  Kirsten Flipkensová
- Angelique Kerberová /  Andrea Petkovicová
- Světlana Kuzněcovová/  Anastasija Pavljučenkovová
- Petra Kvitová /  Denisa Alertová

Následující pár nastoupil z pozice náhradníka:
- Kateryna Bondarenková /  Olga Savčuková

#### Odhlášení
před zahájením turnaje
- Caroline Garciaová (zranění zad)

## Přehled finále

### Mužská dvouhra
- Novak Djoković vs.  Milos Raonic, 6–2, 6–0

### Ženská dvouhra
- Viktoria Azarenková vs.  Serena Williamsová, 6–4, 6–4

### Mužská čtyřhra
- Pierre-Hugues Herbert /  Nicolas Mahut vs.  Vasek Pospisil /  Jack Sock, 6–3, 7–6(7–5)

### Ženská čtyřhra
- Bethanie Matteková-Sandsová /  Coco Vandewegheová vs.  Julia Görgesová /  Karolína Plíšková, 4–6, 6–4, [10–6]